# Industrie de Mazamet
 (février 2024).
L'histoire industrielle de Mazamet commence avec la première révolution industrielle, au début du XIXe siècle, avec l'industrie du délainage.

## Une longue tradition industrielle (XVIe–XVIIIesiècle)
La tradition industrielle mazamétaine est en fait très ancienne. La présence régionale d'importants troupeaux de moutons, la force hydraulique omniprésente, la pauvreté des sols et surtout le relief montagneux qui obligeait les paysans à rechercher des activités d'appoint, expliquent l'implantation ancienne du travail de la laine dans la région. Si Mazamet n'est pas cité comme centre de production dans les archives commerciales de Datini de Patro (vers 1380-1410) ni dans les achats de Guillaume Sazi d'Anduze (vers 1408-1418), le roi François Ier accorde à la ville, en 1514, un marché par semaine et trois foires par an. En 1530, la ville possède 8 moulins foulons.
En 1666, Jean Bonnet demande l'autorisation du seigneur de la Nogarède de construire un canal contournant la ville afin d'alimenter en eau ses moulins foulons. En 1696, ce canal met en mouvement 6 moulins foulons ; leurs exploitants payent une redevance au seigneur. À cette époque existent aussi trois moulins à papier, tenus par la famille Valade.
En outre, la présence d'une bourgeoisie protestante et entreprenante, éloignée de nombreuses fonctions par l'Édit de Fontainebleau (révocation de l'Édit de Nantes) en 1685, va, selon Rémy Cazals développer cette activité textile au faible rayonnement, tout au long du XVIIIe siècle, avant d'accomplir la révolution industrielle, commerciale et spéculative, du délainage, au XIXe siècle. En effet, il se range auprès des analyses de Max Weber (notamment dans L'Éthique protestante et l'esprit du capitalisme), Jean Delumeau ou Janine Garrisson pour qui le protestantisme permet l'émergence du capitalisme et de l'esprit d'entreprendre.
Une enquête de 1708 dénombre une dizaine de Mazamétains commerçant aux foires de Montagnac et Pézenas entre 1 500 et 2 000 pièces par an, achetées par des marchands de Lyon pour être teintes et revendues.
Le délainage ne fut pas développé ex nihilo. Au XIXe siècle Les Mazamétains étaient déjà portés par la Révolution industrielle. Ce n'est pas le seul délainage qui a fait de Mazamet et de ses environs un bassin industriel, même s'il en a considérablement changé l'ampleur et l'aspect.
En 1786, 5 000 ouvriers travaillent dans l'industrie lainière de Mazamet. À cela il faut ajouter les femmes et les enfants dès l'âge de cinq ans, occupés par exemple à nouer les fils cassés. Les enfants des marchands sont très pris par le travail, tout en fréquentant l'école pour apprendre à lire afin de s'intégrer dans le monde des affaires et de lire la Bible.
En raison de la baisse du revenu ouvrier au cours du XVIIIe siècle et des disettes récurrentes, de nombreuses émeutes et enlèvements de grains ont lieu ; ces révoltes sont spontanées, seule l'industrie papetière ayant une organisation ouvrière.
La production se développe particulièrement au XVIIIe siècle avec l'arrivée d'un nouveau marché, le Canada. Si les ventes baissent pendant la guerre, elles reprennent, plus forte, dès 1763. Le chiffre d'affaires augmente aussi grâce à la production de pièces à plus haute valeur ajoutée grâce au travail de Pierre Olombel.

## La première révolution industrielle de Mazamet (XIXesiècle)

### L'épopée du délainage à Mazamet (1851-1999)
L'histoire de Mazamet, est marquée par l'industrie du délainage. Le délainage consiste, à séparer la laine du cuir, à partir des peaux de moutons abattus pour la boucherie, pour cause de sécheresse ou d'épizootie, et récoltés dans les grands pays d'élevage de l'hémisphère sud que sont l'Argentine, l'Afrique du Sud, l'Australie et la Nouvelle-Zélande, l'Uruguay. Au départ il s'agit d'une activité annexe, préparatoire, à l'industrie de la mégisserie. Néanmoins, ce sont bien les négociants et industriels mazamétains qui firent de cette activité particulière une véritable industrie, donnant lieu à un commerce international de très grande ampleur.
Bien que réputée pour son industrie drapière, cette petite ville, à l'écart de tous les grands réseaux de transport, réussit à drainer les matières premières (peaux lainées) qui supplantent le drap, des quatre coins du monde. Les observateurs extérieurs n'ont de cesse de souligner cette étrangeté. Dans les années 1930, Jean-Paul Gauthier qui fait une thèse pour l'Université de droit de Toulouse écrit : « Nous assistons ainsi à ce phénomène, qui doit être assez rare, d'une matière première venant des antipodes, qui passe quelques jours à peine dans un petit chef-lieu de canton français pour repartir ensuite, dans un état presque similaire, aux quatre coins de l'Europe et jusqu'en Amérique. »
L'industrie du délainage, son développement, son organisation sont donc spécifiques à Mazamet, ses industriels et ses ouvriers. Pendant un siècle et demi, jusqu'au premier choc pétrolier, Mazamet conserve le quasi-monopole de l'activité du délainage. C'est donc au XIXe siècle que tout change pour Mazamet. Dès les années 1780, tandis que le commerce entre le « Languedoc textile » et le Levant s'effondre, les bourgeois mazamétains modernise leurs manufactures, avec une mécanisation timide et surtout sans charbon. En effet, deux siècles durant, jusque dans les années 1980, la force hydraulique reste prédominante. Ces bourgeois, fils des marchands-fabricants du XVIIIe siècle sont à la base du décollage industriel du bassin mazamétain. Il s'agit plus d'une croissance continue, entamée sous l'Ancien Régime, que d'une véritable révolution industrielle.
Dès l'accroissement de la production au XIXe siècle, cette industrie souffre d'un problème endémique : celui de l'approvisionnement de la matière première : la laine. C'est en remède à ce problème structurel, qu'un des grands patrons mazamétains, Pierre-Elie Houlès, fit une expérience nouvelle dans la recherche de laine, en important deux balles de peaux lainées d'Argentine (peaux de moutons abattus sur lesquelles restait la laine). On est alors en 1851, et à cette époque, la filière ovine argentine rejette d'énormes quantités de peaux lainées qui sont purement et simplement détruites.
Jusqu'alors, la laine provenait exclusivement de la tonte d'animaux vivants. Et pour cause. On pensait que la laine des peaux mortes ne pouvait être récupérée, car la laine restait solidement accrochée au cuir. Durant leur voyage transatlantique, les balles de peaux venues d'Argentine pourrissent. Et c'est en fait, un peu par hasard, qu'on s'aperçut qu'à ce stade, la laine se détachait presque naturellement et pouvait être traitée. 
Le début du procédé qui devient très officiellement, le « procédé de l'échauffe », est là ; il reste à le maîtriser, à construire autour de lui, une organisation industrielle et commerciale, et inventer déjà, une « mondialisation » made in Mazamet. Au XIXe siècle l'explosion de l'industrie textile dans l'ensemble du monde occidental, donne raison aux industriels mazamétains. Les laines manquent partout. Les cours du marché des laines ne cessent de s'emballer. En créant le délainage, les Mazamétains, répondent aux besoins et offrent à moindre coûts, des quantités énormes de laines sur le marché mondial. C'est la clé d'un succès économique qui dura près de 150 ans.

### Les Mazamétains à la conquête du monde (1856-1900)
Dans une Argentine en construction, qui ne voit dans ses peaux de moutons qu'un déchet inexploitable, sans aucune valeur marchande, il faut organiser la collecte, la sélection, la préparation et l'expédition.
Il faut aussi créer une organisation commerciale mondiale à partir de rien. Cinq ans après l'arrivée des deux premières balles de peaux, un autre industriel textile mazamétain, Augustin Périé, envoie en Argentine un de ses employés pour y ouvrir un comptoir, en 1856. À la fin du XIXe siècle, la bourgeoisie industrielle de ce chef-lieu de canton perdu sur les contreforts de la Montagne Noire, n'hésite pas à se lancer par-delà les océans, à la conquête du marché mondial. 
Très vite toutes les grandes firmes mazamétaines ont leur comptoir en Argentine, puis en Afrique du Sud, en Australie et enfin en Nouvelle-Zélande. C'est à Buenos Aires que les fils du patronat font leur apprentissage commercial. Un entrepreneur mazamétain construit même une rue entière pour loger ses compatriotes, toujours plus nombreux. Les peaux, sous-produits de l'abattage d'animaux pour leur viande, sont achetées à bas prix par les Mazamétains qui ont le monopole de la demande. La laine, revendue à un cours de marché nettement plus élevé (approchant celui de la laine de tonte, malgré une réputation de moindre qualité) permet de réaliser de gros bénéfices. En 1871 Charles Sabatié crée, à Mazamet, la première usine entièrement dévolue au délainage. Ce faisant, l'industrie textile constitue encore la principale activité du bassin. Le délainage est une opération intégrée, de préparation, pour les industriels. 
C'est la Grande Dépression (décennie 1880), en amenant le malaise économique à Mazamet comme dans le reste de l'Europe occidentale, qui fait du délainage l'activité-phare de Mazamet et de son bassin. En 1900 une quarantaine d'usines de délainage sont en activité.
La grande question qui se pose alors est celle de la concurrence. Le délainage est une industrie simple, basée sur le pourrissement contrôlé des peaux (étuvage). Ni chimie, ni technique, simplement un procédé naturel. Or, cette activité source d'énormes profits peut être pratiquée n'importe où ailleurs en France, ou dans le monde. C'est alors que les industriels mazamétains créent une version officielle : les eaux de Mazamet, par leurs qualités particulières, sont seules, propices au délainage. Il s'agit au départ, de protéger un monopole commercial fragile.
En fait, la vraie force du patronat mazamétain réside dans son organisation. Ses comptoirs argentins, sud-africains ou australiens lui confèrent un poids international si important, qu'il est impossible à la concurrence de lutter à armes égales. Il y a aussi, la volonté de garantir la qualité des produits. D'où la création d'un Condionnement Public dans les années 1890, qui assure les contrôles « qualité » des laines expédiées. Ceci assure définitivement les clients européens et américains, de la qualité des productions, et la notoriété du délainage à Mazamet. Finalement c'est « l'esprit de place », l'effort collectif et soutenu de l'ensemble du patronat local qui a fait la prospérité du bassin mazamétain.
Ainsi, en seulement 20 ans (1880-1900), Mazamet tourne le dos à l'activité textile traditionnelle, pour s'adonner pleinement au délainage. Le développement de cette industrie du délainage, entraîne dans son sillage de nombreuses autres activités, inconnues jusqu'alors dans le Mazamétain. C'est avant tout la mégisserie, qui s'installe dès la fin des années 1880, et qui permet d'exploiter les cuirots déchargés de leur laine. En aval des mégisseries, qui revalorisent ces peaux dites de qualité moyenne en cuirs de premier ordre, s'installent des fabriques de chaussons, de gants, et de maroquineries.
Une importante filière d'exploitation et de revalorisation des déchets du délainage (boues, végétaux, morceaux de peaux), se développe ensuite pour produire l'engrais dont le Languedoc viticole, situé sur le versant sud de la Montagne Noire, en pleine expansion a énormément besoin.
À partir de là, le patronat local se détourne assez rapidement des intérêts industriels, le délainage étant avant tout une opération de spéculation commerciale. Le visage de la ville s'en ressent. Les grandes usines textiles qui parsemaient le cœur de Mazamet de leurs grandes cheminées en briques disparaissent. Les usines de délainage, simples ateliers assez peu mécanisés, sont rejetées au fond des vallées qui descendent le long de la Vallée de l'Arnette dans de la Montagne Noire. La bourgeoisie est désormais animée d'intérêts financiers, soucieuse des cours de marché internationaux, élaborant des stratégies commerciales et bancaires, tournée vers la toile mondiale qu'elle a tissé à partir de la place de Mazamet. Ces « nouveaux riches » locaux se mettent à voyager, à manier plusieurs langues, à s'intéresser de très près à l'actualité internationale qui a des répercussions sur ses affaires. Ceci nécessite un bataillon impressionnant de cadres (employés de bureaux, acheteurs à l'origine, agents commerciaux de maisons de vente internationales), auxquels il faut ajouter les employés de nombreuses maisons de courtage en laines et cuirs, les banquiers et enfin les assureurs. C'est ainsi que la bourgeoisie mazamétaine devient particulièrement importante.

## Les ouvriers de Mazamet (1880-1909)
La Grande Dépression qui entraîne des fermetures d'usines en série et leur reconversion en délainages, moins demandeurs en main-d'œuvre, provoque le départ de nombreuses familles ouvrières. La ville perd 1 000 habitants entre 1886 et 1896. La nouvelle activité du délainage ne nécessite aucune qualification particulière et le patronat laisse de bon cœur partir ce prolétariat turbulent qui s'était pourtant bien organisé durant les grèves de 1886-1887. Les nouveaux ouvriers viennent des environs ruraux de Mazamet, de la Montagne Noire. Cette recomposition a des effets sur le comportement de la classe ouvrière locale. En effet, il faut attendre le début du XXe siècle pour qu'un syndicat revoie le jour à Mazamet (il y en avait un lors des grèves textiles).
Paradoxalement, ce sont les ouvriers charpentiers (ceux qui montent et entretiennent les usines) qui ouvrent cette branche syndicale, alors que le gros des troupes ouvrières est employé dans le délainage, la mégisserie et le textile.
En fait, l'action syndicale est handicapée par les clivages politiques originaux de Mazamet. Ce nouveau prolétariat, venu de la paysannerie, soutient, parfois avec une grande ferveur militante, la droite cléricale et conservatrice incarnée par la dynastie politique des Reille-Soult.
Mais si le fond de leur attachement aux valeurs traditionnelles trouve racine dans leurs rapports avec le monde paysan, le passage à celui de l'usine aurait pu, aurait dû, les faire évoluer vers la gauche, comme ce fut le cas aux mines de Carmaux au nord du département. C'est là qu'interviennent les modalités politiques particulières de la lutte des classes à Mazamet, qui aident à maintenir les ouvriers dans le giron de la droite conservatrice. En effet, la gauche républicaine est ici représentée par le patronat protestant. Ce clivage social, identifié à Mazamet à un clivage politique paradoxal, est en grande partie la cause de l'attachement des ouvriers du bassin à la droite reilliste. Autre trait culturel imposé par la révolution du délainage : alors qu'en ville, dans les bureaux des magasins de laines, des courtiers, des banques, on parle espagnol ou anglais, que tous les regards sont tournés vers le reste du monde, dans les usines qui s'étalent le long des torrents de la Montagne Noire, on parle occitan, on importe à l'usine la culture des champs tarnais.

## Jaurès à Mazamet (1886-1909)
Vers 1900, les usines de Mazamet occupent 6 000 ouvriers dans trois industries principales : le délainage dont le rayonnement mondial ne cessait de s'accroître, le textile, toujours actif et la mégisserie. À cette époque, la ville est dominée par la famille Reille que ses adversaires n'hésitent pas à comparer à une pieuvre. Mais bien que très combatifs sur le plan des revendications sociales, les ouvriers de Mazamet sont « réactionnaires » et « paradoxe extrême, plus à droite que leurs patrons ». Entre 1886 et 1909, Jaurès va quatre fois à leur rencontre. Tout d'abord en juillet 1886, pour y soutenir la candidature du républicain Édouard Barbey au Conseil général ; ensuite en août 1893, pour encourager à nouveau, la candidature de J.-B. Calvignac à la députation. Il demande aux ouvriers de la ville de ne pas se tromper d'adversaire, il est même largement applaudi quand il déclare : « Vous êtes frères, frères de travail, frères de misère, frères d'espérance. Réconciliez-vous à votre tour dans la République du Peuple, dans la République sociale. » mais rien n'y fait.
En avril 1904, il apporte de nouveau la contradiction aux conservateurs devant près de 6 000 personnes. Il ne termine pas son discours. Les barons Amédée et Xavier Reille présents ce jour-là, à leur demande expresse, avec quelques-uns de leurs sympathisants, laissent s'installer un désordre tel que la séance est levée sans que Jaurès puisse convaincre qui que ce soit.
Enfin, le leader de la SFIO se rend dans la « capitale du délainage » en avril 1909 pour participer au congrès de la fédération départementale. À son arrivée, cela fait 84 jours que les ouvriers délaineurs sont en grève. Jaurès s'adresse à eux et leur demande de rester unis puis de se rallier à la CGT, enjoignant aussi le patronat d'abandonner son attitude intransigeante. Cette fois-ci, ce sont des « tonnerres » d'applaudissements qui interrompent le discours ; mais dans l'ensemble, la ville continue à voter contre les idées de Jean Jaurès et ses amis.

## Les temps nouveaux (1980-2005)
À la fin du XXe siècle, les usines de délainage déclinent. De ce passé récent restent comme témoins un grand nombre de bureaux bancaires, et surtout les quartiers des maisons patronales néo-classiques. Usines et ateliers ont été abandonnés, puis éventrés par les inondations de 1999, tandis que le quartier des magasins de laine (des bâtiments immenses de plusieurs hectares) où étaient stockée la laine, parfois plusieurs années durant, en attendant que les cours soient favorables tombe en ruines.
Mazamet efface les marques de ce passé encombrant, dans une région qui se tourne vers le tourisme vert. La commune de Mazamet est désormais intégrée au Parc naturel régional du Haut-Languedoc.
Le long de la vallée de l'Arnette, l'ancienne « route des usines », qui conduit au Pic de Nore (où une cinquantaine d'usines se tassaient dans le moindre replat), redevient petit à petit une vallée naturelle grâce à la volonté municipale, qui se charge de la destruction des bâtiments abandonnés. Bientôt la forêt recouvrira définitivement une histoire industrielle commencée au temps des moulins du Moyen Âge, tandis qu'au-dessus des Gorges de l'Arnette, l'ancienne cité fortifiée d'Hautpoul, abandonnée après la Croisade contre les Albigeois et Mazamet originelle, redevient l'objet de toutes les attentions.
Aujourd'hui partie prenante de la communauté d'agglomération Castres-Mazamet, après 150 ans d'histoire parallèle avec le département du Tarn et la région Midi-Pyrénées, Mazamet reste toujours et encore connectée au reste du monde, et plus que jamais parée pour mener de nouvelles « révolutions ». Conserver et protéger le patrimoine industriel de Mazamet permettrait que la mémoire de l'épopée du délainage ne disparaisse pas à jamais.